# Schottische Badmintonmeisterschaft 2021
Die Schottische Badmintonmeisterschaft 2021 fand vom 27. bis zum 29. August 2021 in Perth statt.

## Medaillengewinner
| Disziplin    | Gold                                | Silber                         | Bronze                          |
| ------------ | ----------------------------------- | ------------------------------ | ------------------------------- |
| Herreneinzel | Callum Smith                        | Joshua Apiliga                 | Calum Flockhart                 |
| Herreneinzel | Callum Smith                        | Joshua Apiliga                 | Danny Robson                    |
| Dameneinzel  | Rachel Sugden                       | Basia Grodynska                | Abbie Brooks                    |
| Dameneinzel  | Rachel Sugden                       | Basia Grodynska                | Lauren Middleton                |
| Herrendoppel | Christopher Grimley Matthew Grimley | Alexander Dunn Robert Dunn     | Alistair Gordon Mark Leith      |
| Herrendoppel | Christopher Grimley Matthew Grimley | Alexander Dunn Robert Dunn     | Jack Macgregor Adam Pringle     |
| Damendoppel  | Julie MacPherson Ciara Torrance     | Rachel Andrew Lauren Middleton | Abbie Brooks Lindsey Ireland    |
| Damendoppel  | Julie MacPherson Ciara Torrance     | Rachel Andrew Lauren Middleton | Jodie Black Jodie Harris        |
| Mixed        | Matthew Grimley Julie MacPherson    | Alexander Dunn Ciara Torrance  | Adam Pringle Rachel Andrew      |
| Mixed        | Matthew Grimley Julie MacPherson    | Alexander Dunn Ciara Torrance  | Jack Macgregor Lauren Middleton |